# Secretos de familia (telenovela mexicana)
Secretos de familia es una telenovela mexicana producida por Elisa Salinas y Pedro Lira para Azteca Trece, está basada en la serie estadounidense Brothers & Sisters bajo la versión de Alberto Barrera. Protagonizada por Ofelia Medina, Anette Michel y Sergio Basáñez, con las participaciones antagónicas de Patricia Bernal, Ángela Fuste y Ariel López Padilla, y las actuaciones estelares de Alberto Casanova, Héctor Arredondo, Fran Meric y Luis Ernesto Franco.

## Sinopsis
Nora Ventura, matriarca de la familia Ventura, espera el regreso de su hija, Cecilia, que se fue durante dos años a Monterrey. Pero Cecilia vuelve a casa con el corazón roto, pues su novio, Juan Pablo, le ha sido infiel; sin embargo, decide mantenerlo en secreto. 
Cuando Cecilia llega a su casa, es recibida por todos con gran alegría, pero pronto se hace notar que Eduardo, padre de Cecilia y marido de Nora, se muestra frío con su esposa; ello se debe a que le es infiel desde hace años. Por otro lado, Sandra, Leonardo, Daniel y Andrés (los hermanos de Cecilia) comienzan a sospechar que su tío Raúl está realizando desfalcos. 
Posteriormente, Cecilia conoce en un parque a un joven llamado Maximiliano Miranda, de quien se enamora perdidamente, y con quien coincide también en su trabajo. Sin embargo, la alegría y la armonía de los Ventura se verán truncadas con la muerte repentina de Eduardo en una reunión familiar. 
A partir de ese momento, los cuatro hermanos se verán inmersos en situaciones y circunstancias que no habían imaginado, pues ahora tendrán que trabajar juntos para salvar la empresa, mantenerse unidos y apoyar a Nora (Ofelia Medina), quien tendrá que soportar la presencia de la amante de su difunto marido.

## Elenco
- Ofelia Medina - Nora Morientes Vda. de Ventura
- Anette Michel - Cecilia Ventura Morientes
- Sergio Basáñez - Maximiliano Miranda
- Patricia Bernal - Karina Álvarez
- Alberto Casanova - Daniel Ventura Morientes
- Héctor Arredondo - Leonardo Ventura Morientes
- Fran Meric - Sandra Ventura Morientes
- Luis Ernesto Franco - Andrés Ventura Morientes
- Bárbara de Regil - Sofía Álvarez
- Luis Miguel Lombana - Raúl Morientes
- Ángela Fuste - Patricia Mendoza de Miranda
- Martín Altomaro - Roberto
- Francisco Angelini - Tomás
- Nubia Martí - Evangelina Vda. de Mendoza
- Ariana Ron Pedrique - Mónica de Ventura
- Concepción Gómez - Nieves
- Hugo Stiglitz - Eduardo Ventura
- Gala Montes - Julieta Miranda Mendoza
- Germán Bracco -  Daniel ' '
- Ivana - María Ventura
- Marlon Virdat - Luis Ventura
- Adrián Herrera - Santiago Miranda
- Fernando Becerril - Rogelio
- Héctor Bonilla - Manuel
- Christian Wolf - Beny
- Claudio Lafarga - Bruno
- Rodrigo Cachero - Sebastián Cruz
- Vanessa Claudio - Yuri
- Ramiro Tomasini - Sergio Heredia / Sergio Ventura
- Natalia Farías - Diana
- Dino García - Diego
- Adianez Hernández - Alejandra "Alex" Leyva
- Guillermo Larrea - Enrique
- Ariel López Padilla - Vicente Quiroz / Fabrizio
- Juan Pablo Medina - Juan Pablo
- Gina Moret - Emiliana
- Héctor Parra - Héctor
- Guillermo Quintanilla - David
- Gloria Stalina - Marisol
- Mauricio Valle - Chofer de Eduardo
- Keyla Wood - Consuelo
- Paloma Woolrich - Elba Morientes
- Claudia Mollinedo - Coco
- Edu Del Prado - Mauro Bonilla
- Gregory Kauffman - Phillip
- Claudia Marín - Madre de Tomás